# 플렉스티비
플렉스티비(영어: FLEXTV)는 인터넷 개인 방송 서비스 플랫폼을 제공하는 대한민국의 기업이다. 플렉스티비는 대한민국에서 가장 최근에 형성된 인터넷 방송 플랫폼이다. 플렉스이엔엠에서 서비스 중이며 팝콘티비와 팬더티비에서 넘어온
BJ들이 활동하고 있다.